# Zenvo
Zenvo est un constructeur automobile danois. L'entreprise est fondée en 2004 avec pour objectif de fabriquer, en série très limitée, une supercar réalisée entièrement à la main : la Zenvo ST1, sortie en 2009.
Zenvo a présenté la Zenvo TSR-S au salon de Genève 2018.

## Histoire
L'entreprise, fondée en 2004 par Jesper Jensen et Troels Vollertsen, est basée à Præstø au Danemark.

## Modèles

### ST1
Premier modèle de la marque, on le retrouve notamment présenté dans Top Gear fin 2013 : à la suite de l'essai réalisé par Jeremy Clarkson, la voiture brûle.
Elle est équipée d'un V8 d'origine Chevrolet, modifié pour atteindre les 1 104 ch à 6 900 tr/min et un couple maximum de 145,8 mKg à 4 500 tr/min.

### TS1
La TS1, évolution de la ST1, dispose d'un moteur « maison » et développe la même puissance et le même couple maximum que la ST1n mais utilise désormais un vilebrequin plat.
On retrouve aussi une amélioration de l'appui aérodynamique et des suspensions arrière ainsi que des freins carbone-céramique.
Elle est présentée au salon de Genève et 15 exemplaires sont produits, pour un prix de vente unitaire de 1 500 000 euros 

### TSR-S
La Zenvo TSR-S est le modèle homologué pour la route de la TSR (le S signifiant « Street legal »). Son moteur V8 bi-compresseur affiche 1 193 chevaux et lui permet de passer de 0 à 100 km/h en 2,8 secondes selon le constructeur.

### Aurora
L'Aurora est une supercar à moteur V12 hybride produite à 100 exemplaires et présentée en août 2023. Son moteur V12 est le plus puissant jamais réalisé, il est par ailleurs équipé de 4 turbocompresseurs. Il a été conçu lors d'un partenariat avec Mahle. Il dégage un puissance d'environ 1250 chevaux et possède une cylindrée de 6,6 litres et peut aller jusqu'à 9800 tr/min.